# Герб Тигильского района
Герб Тигильского района Камчатского края

## Описание герба
«В серебряном поле с зеленым правым и лазоревым левым боковиками вверху — черный, обернувшийся вправо ворон прямо, внизу — две червлёные двухъярусные башни с остроконечными кровлями, между которыми — обременённые тонким серебряным восьмиконечным православным крестом затворенные червлёные ворота с треугольными зубцами поверху, с выходящими вверх из-за ворот червлёным бунчуком, на который наложены накрест червлёные ружье и обнаженная сабля рукоятью вниз».

## История создания герба
Первоначально герб Тигильского района был утвержден решением № 4 Собрания депутатов муниципального образования «Тигильский муниципальный район» 20 февраля 2008 года. На основании результатов геральдической экспертизы Геральдического совета при Президенте Российской Федерации от 25 марта 2008 года № 151 были внесены изменения и дополнения в описание герба.
Герб в нынешнем виде утвержден решением двенадцатой сессии первого созыва Собрания депутатов муниципального образования «Тигильский муниципальный район» № 3 от 28 августа 2008 года.
Автор герба — Боровков В. Я.